# کالم درایور
درایور کالم (انگلیسی: Callum Driver؛ زادهٔ ۲۳ اکتبر ۱۹۹۲) بازیکن فوتبال اهل بریتانیا است.
از باشگاه‌هایی که در آن بازی کرده‌است می‌توان به باشگاه فوتبال برتون آلبیون، باشگاه فوتبال دارتفورد، باشگاه فوتبال وایت‌هاوک، باشگاه فوتبال وستهام یونایتد، و باشگاه فوتبال مایدستون یونایتد اشاره کرد.